# 組み込みスーパーコンピューティング
組み込みスーパーコンピューティング (EmbSup: Embedded Supercomputing) は、細粒度と粗粒度並列処理を完全にターゲットにした比較的新しいソリューションである。
この組み合わせは、FPGAに対しては細粒度の並列処理を、スーパーコンピューターまたはクラスターに対しては粗粒度の並列処理をターゲットにすることで、細粒度および粗粒度の並列処理を活用するための最良の方法であると考えられている。
基本的に、組み込みスーパーコンピューティングはCPUに対する外部コプロセッサとして機能する、FPGAハードウェアとCPUのハイブリッド・ネットワークである。ただし、このプログラミング・モデルはまだ進化しており、多くの課題がある。

## EmbSupのプログラミング モデル

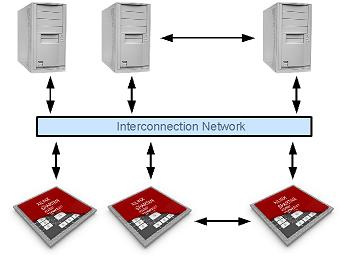
組み込みスーパーコンピューティング

## リファレンス
1. ↑  Deconinck, Geert; De Florio, Vincenzo; A. Varvarigou, Theodora; AVerentziotis, Evangelos (March 2002). “The EFTOS Approach to Dependability in Embedded Supercomputing”. IEEE Transactions on Reliability 51:  76–90. doi:10.1109/24.994916.